# Aberdare
Denna artikel behandlar staden i Wales. För nationalparken i Kenya, se Aberdare nationalpark. För orten i Australien, se Aberdare, New South Wales.

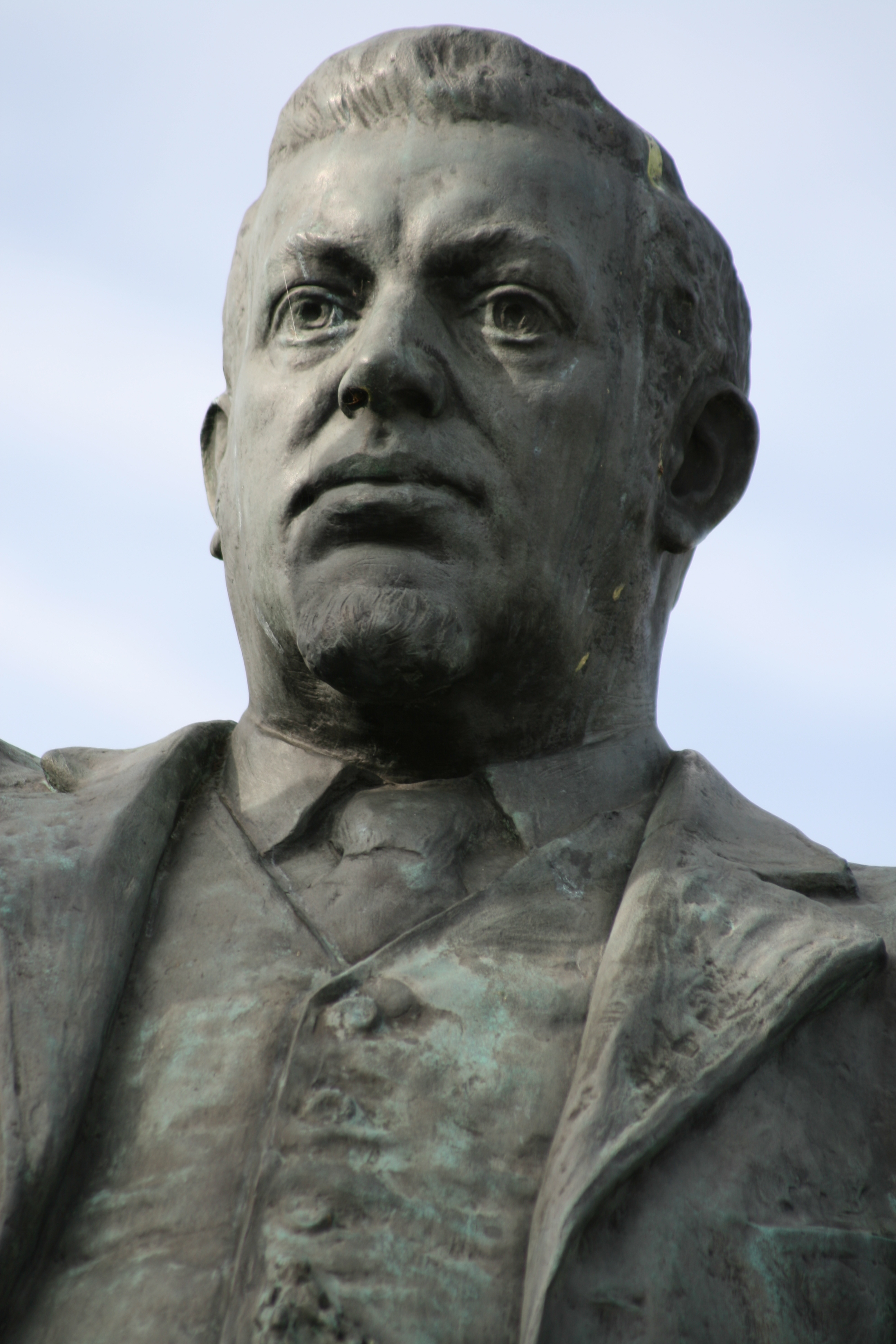
Del av staty över dirigenten Griffith Rhys Jones i Aberdare.

Aberdare (kymriska: Aberdâr) är en stad i Rhondda Cynon Taf i Wales. Den ligger i det tidigare grevskapet Glamorgan, vid övre Cynon, biflod till Taff, där den förra flyter samman med Dar, omkring 6 km från Merthyr Tydfil och 38 km från Cardiff. Enligt folkräkningen 2001 hade staden 31 619 invånare och var den 13:e största i Wales.
Aberdare var tidigare en community, men delades den 1 december 2016 upp på Aberdare East och Aberdare West communities.
I början av 1800-talet var Aberdare inte mer än en by och låg i ett lantbruksdistrikt. Befolkningen låg på endast 1 486 invånare år 1801. Sedan man funnit rika förekomster av järn och kol i området tiodubblades invånarantalet under loppet av första hälften av 1800-talet till följd av gruvdriften. Staden växte, och byarna Aberaman, Abernant, Cwmbach, Cwmaman, Cwmdare, Llwydcoed och Trecynon inlemmades i den. Under senare år har befolkningen gått ner igen, på grund av nedläggningar inom den tunga industrin. 
Järnverk upprättades i Llwydcoed år 1799, i Abernant år 1800, i Gadlys år 1827 och i Aberaman år 1847. Ingen av dessa har varit i drift sedan omkring 1875. Före 1836 brukades det mesta av kolet som bröts lokalt, mest i järnverken, men det året började man exportera kol till ångmaskiner. En räcka nya gruvor öppnades, och runt 1875 var kolgruvorna den absolut viktigaste näringen. Det förde med sig större intäkter att exportera kol än att driva järnverken, som därmed lades ned. Det fanns också annan industri, som bryggerier och tegelverk. 
En teologisk högskola öppnades av Engelska kyrkan år 1892, men flyttades till Llandaff år 1907. Teatern och biografen Coliseum, med 600 säten, byggdes 1938 för medel som samlats in genom donationer från gruvarbetare.
På berget mellan Aberdare och Merthyr ligger flera varder och ruinerna av en forntida lägerplats. På Hirwaunmyra, omkring 6 km nordväst om staden, ska det enligt traditionen ha utkämpats ett slag där Rhys ap Tewdwr av Dyfed besegrades av en allians mellan normandern Robert Fitzhamon och Iestyn ap Gwrgan av Glamorgan. 
Den första Eisteddfod hölls i Aberdare 1861, och staden arrangerade återigen festivalen år 1885.